# Pseudocaranx dinjerra
Pseudocaranx dinjerra is een straalvinnige vissensoort uit de familie van horsmakrelen (Carangidae). De wetenschappelijke naam van de soort is voor het eerst geldig gepubliceerd in 2006 door Smith-Vaniz & Jelks.